# Norsemen (serie televisiva)
Norsemen (Vikingane) è una serie televisiva commedia norvegese, andata in onda su NRK1 nell'ottobre 2016, che tratta di un gruppo di vichinghi che vivono nel villaggio di Norheim attorno all'anno 790. È prodotta per NRK da Viafilm ed è scritta e diretta da Jon Iver Helgaker e Jonas Torgersen. Viene distribuita internazionalmente da Netflix.
La serie è stata girata nel villaggio di Avaldsnes nel comune di Karmøy, a Rogaland, in Norvegia. Ogni scena è stata recitata sia in lingua norvegese che in inglese. La prima stagione della versione inglese è stata pubblicata sul servizio di streaming video Netflix nell'agosto 2017, col titolo Norsemen, mentre la versione norvegese è nota col titolo Vikingane ("vichinghi"). La seconda stagione è stata girata all'inizio del 2017.
La prima stagione ha vinto il premio Gullruten nel 2017 come miglior commedia, ed è stata anche nominata come migliore colonna sonora.

## Trama
Nel 790 d.c i programmi vichinghi di Norheim sono frenetici: saccheggiare, depredare, ridurre altri in schiavitù e risolvere i problemi con la violenza.
Il ritorno di un capo innesca una lotta di potere con il fratello geloso, uno schiavo romano porta l'arte nel Nord e un guerriero ha difficoltà a diventare un contadino.

## 1ª stagione
nel 790 d.c Noreihm è un villaggio vichingo dedito al saccheggio e alle incursioni. Mentre il capo tribù Olav si mostra come uomo violento, deciso e sanguinario,da vero vichingo, suo fratello Orm è all'opposto ed è geloso del suo potere. Dopo la fuga di uno schiavo di nome Rufus, un attore proveniente da Roma, e l'uccisione del capo Olav, sarà proprio Orm a prendere il potere. Orm si dimostrerà incompetente e privo di qualsiasi qualità da leader, insieme a Rufus sogna un villaggio culturale dove praticare il teatro invece delle incursioni. Costretti a spogliarsi delle armi per seguire le iniziative artistiche di Rufus, i cittadini si trovano indifesi di fronte all'attacco del furioso Varg, capo tribù di un villaggio vicino a cui Olav aveva promesso una mappa per l'ovest qualora l'avesse raggiunto. Orm non può competere contro Varg ma con l'aiuto di Arvid possente guerriero e braccio destro di Olav riescono a sconfiggerlo e a renderlo nella condizione di non nuocere, tagliandogli accidentalmente le mani. Orm, Rufus e Liv fuggono da Noreihm verso Roma mentre Arvid diventa nuovo capo villaggio instaurando una relazione con Frøja

## 2ª stagione
Mesi dopo la fuga di Orm di Rufus e Liv, il gruppo ritorna al villaggio dopo aver capito di aver girato in tondo. Arvid e i guerrieri nel frattempo realizzano ottime incursioni grazie alla mappa per l'ovest e tornano al villaggio con molte ricchezze. Qui l'esperto delle leggi dichiara Orm e Rufus schiavi a causa dei loro crimini, mentre Liv cerca di riprendersi Arvid come marito, combattendo con l'amore di Frea e Hildur. Jarl Varg intanto cerca di realizzare incursioni fruttuose ma ha bisogno della mappa per l'ovest in possesso di Arvid e di protesi nuove per le sue mani e cambia via via diverse pessime invenzioni poco ottimali. Orm e Rufus successivamente riescono a uccidere l'esperto delle leggi e ritornare ad essere ai vertici del potere. Arvid, dopo aver sedato una rivolta di contadini con a capo il fratello gemello che aveva ucciso per ottenere Liv e la fattoria, si reca al " Thing"  un'ambasciata per chiarire chi debba possedere la mappa tra lui e Varg. Arvid viene tradito da Orm ed è costretto a fuggire mentre Orm cede la mappa a Varg. Quest'ultimo infine sfida a duello Frea, uccidendola a tradimento e inizia così le sue desiderate incursioni per l'ovest.
Arvid insieme ai suoi soldati e Hildur lascia Noreihm non avendo nulla che lo trattenga lì e desidera fondare un nuovo villaggio. Anche Orm, Rufus e Liv rimasti soli al villaggio decidono di partire nuovamente per Roma. Si conclude cosi la storia dei vichinghi di Noreihm.

## 3ª stagione
Stagione prequel della serie, narra tutte le vicende che hanno portato Varg a pretendere la mappa per l'ovest, spiega inoltre l'origine del matrimonio tra Orm e Frea e la storia di Rufus, Liv e Frea . Olav capo indiscusso e amato da Noreihm, desidera trasformare in uomo il fratello infantile Orm, promettendo in matrimonio Frea, donna che vive solitaria ai limiti del villaggio. Frea accetta ma pretende di entrare nella squadra razzie e incursioni e infatti sarà l'unica donna del gruppo. Liv intanto da schiava, raggira il marito e riesce a sposare un ricco proprietario di fattoria, ovvero il marito della prima stagione ucciso da Arvid. Varg intanto famoso per la sua fluente chioma, sta perdendo i capelli e dopo aver reagito male ad uno sgarbo fatto da Bjorn, un vecchio amico, gli dichiara guerra a cui partecipa anche Olav, Orm e i guerrieri di Noreihm. Lo scontro finale prevede anche l'entrata in scena esilarante di un drago, ma infine, tratto in inganno, Orm librera Bjorn dalle grinfie di Varg. L'inetto erede infatti, a capo della sua squadra d'assalto in battaglia, aveva impedito ai suoi di combattere macchiandoli di disonore, gli stessi 
guerrieri che, ad inizio serie, dovevano realizzare " l'attestup" ovvero il lancio verso il precipizio e l'entrata nel Valhalla. Olav per salvare la vita al fratello e impedire a Varg di ucciderlo per la sconfitta subita, decide di dare in cambio informazioni circa una mappa di una terra ad ovest, ricca di bottini e ricchezze, la stessa che fungerà da trama alle prime due stagioni. Infine viene vista la prima incursione ad opera dei vichinghi di Noreihm ad Ovest e la cattura del futuro schiavo e braccio destro di Orm, Rufus di Roma. Iniziano cosi le vicende della prima stagione.

## Episodi
| Stagione         | Episodi | Prima TV Norvegia | Prima TV Italia |
| ---------------- | ------- | ----------------- | --------------- |
| Prima stagione   | 6       | 2016              |                 |
| Seconda stagione | 6       | 2017              |                 |
| Terza stagione   | 6       | 2020              |                 |

## Accoglienza
La scrittrice norvegese Marie Kleve ha elogiato la violenza parodistica e il modo in cui le vicende dei personaggi nell'era vichinga riflettano le storie dei nostri tempi.
La prima stagione ha avuto in media oltre un milione di spettatori in Norvegia, un paese con una popolazione di poco più di cinque milioni.
Il New York Times ha incluso Norsemen nella lista delle 10 migliori serie TV internazionali del 2017.
Il Guardian ha classificato Norsemen al 29º posto come miglior programma televisivo del 2017.